# Канале
Канале (итал. Canale) — коммуна в Италии, располагается в регионе Пьемонт, в провинции Кунео.
Население составляет 5619 человек (2008 г.), плотность населения составляет 312 чел./км². Занимает площадь 18 км². Почтовый индекс — 12043. Телефонный код — 0173.
Покровителем коммуны почитается святой Виктор Мавр.

## Демография
Динамика населения:

## Администрация коммуны
- Официальный сайт: http://www.comune.canale.cn.it/